# Paulo de Tarso Campos
Paulo de Tarso Campos (Jaú, 24 de setembro de 1895 — Campinas, 2 de março de 1970) foi um bispo brasileiro.

## Biografia
Formou-se sacerdote no Seminário Menor de Pirapora e no Seminário Provincial de São Paulo, onde completou os estudos de Filosofia e Teologia, ordenando-se em 15 de agosto de 1920, na Igreja da Consolação, em São Paulo, por Dom José Marcondes Homem de Mello. De 1923 a 1928 exerceu o magistério no Seminário Provincial de São Paulo, seguindo depois para Lovaina, na Bélgica, onde especializou-se em Ciências Sociais. De volta ao Brasil, em 1931, reassumiu a sua cadeira no Seminário e em 1 de março de 1932 foi nomeado Pároco da Paróquia Santa Cecília, cuidou especialmente da vida religiosa e da formação dos jovens universitários.
No dia 1 de junho de 1935 foi nomeado pelo Papa Pio XI como Bispo da Diocese de Santos, recebendo a ordenação em 14 de julho de 1935, na Igreja Santa Cecília, em São Paulo, de Dom Duarte Leopoldo e Silva. Em 17 de dezembro de 1941, após a morte de Dom Francisco de Campos Barreto, foi nomeado Bispo de Campinas, tomando posse no dia 1 de março de 1942.
Trabalhou pela criação da Diocese de Piracicaba, reajustando seus limites territoriais; construiu novos prédios para a Residência Episcopal, Cúria, Centro de Pastoral Pio XII e reformou a Catedral. Incentivou a ampliação de Faculdades na Universidade Católica, incorporou o Colégio Pio XII à universidade, reorganizou as vigararias e a imprensa, organizou a Cruzada das Senhoras Católicas com várias obras assistenciais e criou o Museu Arquidiocesano, em 1964.
Com a criação da Arquidiocese e Província Eclesiástica de Campinas, Dom Paulo foi elevado a Arcebispo Metropolitano no dia 16 de novembro de 1958, quando recebeu o Pálio das mãos de Dom Armando Lombardi, Núncio Apostólico. Dom Paulo recebeu, no dia 22 de novembro de 1962, Dom Bernardo José Bueno de Miele como seu auxiliar, nomeado em 10 de fevereiro de 1966 para a Arquidiocese de Ribeirão Preto. Com a saída de Dom Miele, Dom Antônio Maria Alves de Siqueira foi nomeado Arcebispo Coadjutor com direito à sucessão de Dom Paulo.
Em 27 de setembro de 1968 renunciou ao bispado por motivos de saúde, muito embora mantivesse a lucidez. Faleceu pouco menos de dois anos depois, sendo sepultado na cripta da Catedral Metropolitana de Campinas.
Foi sagrante principal de Dom Ruy Serra.